# 아멜리아 벤세
아멜리아 벤세(Amelia Bence, 1914년 11월 13일 ~ 2016년 2월 8일)는 아르헨티나의 배우이다. 아르헨티나 영화 황금기의 대표적인 배우, 디바 중 한 명이었다.